# Факультет технических наук Белградского университета
Факультет технических наук Белградского университета в Боре (серб. Технички факултет у Бору Универзитета у Београду) — один из 31 факультета Белградского университета, занимающийся подготовкой специалистов в области горно-добывающей и металлургической промышленности. Единственный факультет, расположенный не в Белграде. Существует с 1961 года, основан как Горно-металлургический факультет (серб. Рударско-металуршки факултет).

## Структура
В составе факультета есть четыре отделения с соответствующими ими кафедрами:
- Отделение горного дела
  - Кафедра подземной эксплуатации залежей полезных ископаемых
  - Кафедра надземной эксплуатации залежей полезных ископаемых
  - Кафедра минеральных и перерабатывающих технологий
- Отделение металлургии и сопромата
  - Кафедра металлургической инженерии
  - Кафедра перерабатывающей металлургии
- Отделение технической инженерии
  - Кафедра химии и химических технологий
  - Кафедра инженерной защиты окружающей среды
- Отделение менеджмента
  - Кафедра менеджмента

Образование ведётся по программам бакалавриата и магистрата, также есть аспирантура.

## Научно-исследовательская деятельность
Факультет аккредитован как научно-исследовательская организация в области металлургии, горного дела, промышленных технологий и менеджмента, что позволяет ему участвовать в ряде национальных и международных проектов. Научные статьи, написанные выпускниками и аспирантами факультета, публикуются в крупных международных журналах. Факультет является членом двух международных академических сетей (Resita Network и MetNet), а также издаёт четыре журнала: «Journal of Mining and Metallurgy, Section B: Metallurgy», «Serbian Journal of Management», «Journal of Mining and Metallurgy, Section A: Mining» и «Reciklaža i održivi razvoj». Также он является организатором научных конференций:
- Международная октябрьская конференция горного дела и металлургии (англ. International October Conference on Mining and Metallurgy). Проводится с 2002 года в содружестве с Институтом горного дела и металлургии г. Бор[1].
- Международная конференция «Экологическая истина» (англ. International Conference „Ecological Truth“). Проводится с 1992 года в содружестве с заводом по охране здоровья «Тимок» (г. Заечар), Центром сельскохозяйственных и технологических исследований (г. Заечар) и Обществом юных исследователей (г. Бор)[2].
- Международная майская конференция стратегического управления (англ. International May Conference on Strategic Management). Проводится с 2005 года, встреча национального масштаба с присутствием приглашённых зарубежных гостей[3].
- Симпозиум «Технологии переработки и устойчивое развитие». Проводится с 2006 года, встреча национального масштаба с присутствием приглашённых зарубежных гостей.
- Симпозиум о термодинамике и фазовых диаграммах.
- Международный симпозиум по управлению окружающей средой и материальными потоками (англ. International Symposium on Environmental and Material Flow Management).

## Студенческая жизнь
Факультет сотрудничает с рядом всемирно известных университетов не только в плане развития совместных проектов, но и для обеспечения студентам и преподавателям возможности участвовать в развитии Европы и мира. Студенты факультета участвуют в международных соревнованиях «Технологиада», «Рудариада» и «Менеджериада», показывая не только результаты своих научных исследований, но и проявляя свои спортивные качества.
Факультет включает в себя собственную библиотеку, хорошо оснащённые компьютерные классы и минералогическую коллекцию. Общее качество условий обучения подтверждается наличием общежития — Студенческого центра, в котором располагаются отличные жилые помещения.
4 апреля 2015 года в день студента Белградского университета студенты технического факультета в Боре впервые за 20 лет провели манифестацию «Прыжок через козла», идея которой зародилась ещё в 1965 году и стала «визитной карточкой» будущих шахтёров и металлургов.